# Aeolus (band)
Aeolus is een progressieve-rockband uit Gouda.

## Geschiedenis
Aeolus is opgericht in 1999 door jeugdvrienden Michiel Kramp (toetsenist/componist) en Jurrie Teeuwen (gitarist/bassist/componist) als naamloos studioproject. De band bleef naamloos totdat, eind 1999, het tweetal werd vergezeld door Raymond van Kooten (singer-songwriter). In deze bezetting heeft de band gewerkt aan hun eerste album Dust on the mirror, dat in 2003 uitkwam. Deze debuutplaat bevat 11 nummers en is een conceptalbum. 
Rond deze tijd begon de band ook steeds meer een vaste zesmans liveformatie te krijgen, waarmee zij diverse tours hebben gespeeld. Na het verschijnen van het debuutalbum verliet zanger Van Kooten de band. Hij werd vervangen door Bart Fekkes, die bij de band zou blijven tot 2005. Hierna werd hij vervangen door Tijmen van Galen, die tevens de teksten voor zijn rekening ging nemen. Op dit moment werkt de band hard aan nieuw materiaal.

## Invloeden
Hoewel de muziek van Aeolus volgens recensenten niet snel te vergelijken met de muziek van andere progressieve of symfonische rockbands, zijn er toch invloeden van onder andere Marillion, Genesis, Pink Floyd, Rush, Dream Theater hoorbaar.

## Discografie
- Dust on the mirror (2003)

## Samenstelling

### Huidige leden
- Jurrie Teeuwen - gitaar
- Michiel Kramp - toetsen
- Tijmen van Galen - zang, percussie
- Chris van 't Veer - basgitaar
- Matthijs Hekking - drums

### Voormalige leden
- Bart Fekkes - zang
- Raymond van Kooten - zang, gitaar
- Ron Oppelaar - gitaar
- Marco de Neijs - gitaar